# Organisation de coopération de Shanghai
Pour les articles homonymes, voir OCS.
L'Organisation de coopération de Shanghai (OCS ; chinois : 上海合作组织 ; pinyin : shànghǎi hézuò zǔzhī, 上合组织 ; en russe : Шанхайская Организация Сотрудничества, ШОС) est l'une des nombreuses organisations intergouvernementales à caractère politique et économique actives en Asie. 
Son actuel secrétaire général est Zhang Ming. 
Succédant au « groupe de Shanghai », elle est instituée en 2001 par la Chine, la Russie et quatre États d'Asie centrale : le Kazakhstan, le Kirghizistan, l'Ouzbékistan et le Tadjikistan. Elle s'élargit à l'Inde et au Pakistan en 2016, puis à l'Iran en 2021 et enfin au Bélarus en 2024.  
L'OCS vise d'abord à répondre aux bouleversements géopolitiques en Asie centrale consécutifs à l'effondrement de l'URSS en 1991 et à l'instabilité que cela entraîne dans la région. Le groupe de Shanghai puis l'Organisation institutionnalisent peu à peu une coopération visant à assurer la sécurité collective de ses adhérents face aux menaces « du terrorisme, de l'extrémisme et du séparatisme ». La Chine et la Russie sont au centre de cette entente et formalisent par son biais une forme de rapprochement géostratégique qui dépasse le cadre régional.
L'OCS est l'un des fers de lance de la géopolitique de la Russie dont le tournant vers l'Asie, amorcé dès 1996, est amplifié par Vladimir Poutine dans les années 2010, en même temps que se détériorent ses relations avec les Occidentaux.

## Historique
Pour des articles plus généraux, voir Géopolitique de la Russie et Politique étrangère de la république populaire de Chine.

### Origines
L'Organisation de coopération de Shanghai s'inscrit dans le tournant progressif vers l'Asie de la politique étrangère de la Russie depuis le milieu des années 1990. À l'origine de cette réorientation, la « doctrine Primakov », du nom du ministre des Affaires étrangères russe de 1996 à 1998, consiste à conduire une diplomatie triangulaire en nouant des liens forts avec Pékin de manière à retrouver des marges de manœuvre dans les relations avec Washington et les Européens, dans une période d'unilatéralisme américain où les Russes subissent plus qu'ils ne sont acteurs de leur destin. 
À cet effet, un « partenariat stratégique » est noué avec la Chine dès avril 1996 par Boris Eltsine. Les accords signés portent sur le nucléaire civil, l'exploitation des ressources énergétiques, l'industrie de l'armement et le commerce. Les deux parties se fixent aussi comme objectif de régler leurs différends relatifs à leur frontière commune longue de 4 250 km.

### «Groupe (ou Forum) de Shanghai» (1996-2001)
Le partenariat stratégique initié avec la Chine en avril 1996 est immédiatement étendu sur un plan régional par l'instauration du « Groupe (ou Forum) de Shanghai » dont sont membres, outre la Russie et la Chine, trois États centre-asiatiques : Kazakhstan, Kirghizistan et Tadjikistan. L'objectif de Moscou est de ne pas laisser le champ libre à une Chine en plein développement en nouant une coopération avec elle et ses alliés traditionnels d'Asie centrale. Né dans la foulée du bouleversement géopolitique entraîné par la disparition de l'URSS et la création de républiques autonomes en Asie centrale, le Groupe de Shanghai répond aussi à l'inquiétude de la Chine relative à l'influence que le Kazakhstan et le Kirghizistan pourraient exercer dans la province du Xinjiang.
Au-delà d'établir un forum politique conjoint, les cinq États signent en 1996 des « accords visant à renforcer la confiance dans le domaine militaire dans la région de la frontière », puis l'année suivante un « accord sur la réduction conjointe des forces militaires dans les régions frontalières ». Il s'agit en premier lieu pour les cinq pays de mettre fin aux tensions sur leurs longues frontières, et en second lieu de stabiliser la région d'Asie centrale considérée comme un enjeu commun de sécurité au regard notamment de la montée des phénomènes terroristes et extrémistes dans la région. Plusieurs accords de règlement des conflits frontaliers sont signés entre 1996 et 2000 par la Chine avec les autres pays membres.

### Fondation de l'Organisation de coopération de Shanghai en 2001
Les relations sino-russes prennent de l'ampleur dans le domaine énergétique, économique, mais aussi en matière politique. Les deux puissances s'appuient réciproquement l'une sur l'autre. Pour peser en Europe, la Russie cherche des soutiens du côté de la Chine, qui de son côté utilise son partenariat avec la Russie pour diversifier son approvisionnement énergétique et contrebalancer l'influence des États-Unis en Asie-pacifique. Les relations bilatérales entre la Russie et la Chine et celles entre les cinq pays du Groupe de Shanghai franchissent une étape importante en 2001 : 
- D'une part, le Traité sino-russe de bon voisinage, d'amitié et de coopération signé le 16 juillet 2001 consacre le partenariat stratégique entre les deux pays[5],[6]. La Russie s'aligne sur la Chine concernant Taiwan (article 5 du traité) : « La partie russe reconnaît qu'il n'y a qu'une seule Chine dans le monde, que la république populaire de Chine est le seul gouvernement légal représentant l'ensemble de la Chine et que Taiwan est une partie inaliénable de la Chine. La partie russe s'oppose à toute forme d'indépendance de Taiwan. »[5] Le traité met aussi l'accent sur la défense de l'unité nationale et de l'intégrité territoriale ; concrètement, les deux parties s'engagent à régler pacifiquement les différends relatifs à leur frontière encore existants[5].
- D'autre part, les cinq du Groupe de Shanghai sont rejoints par l'Ouzbékistan et transforment le forum en l'Organisation de coopération de Shanghai (OCS) dont la priorité demeure la sécurité collective, et la lutte contre le terrorisme, les séparatismes et les extrémismes selon la déclaration conjointe publiée le 15 juin 2001[7],[8],.

L’OCS est à l'origine créée pour des raisons sécuritaires et économiques strictement régionales et non comme un outil d'opposition à la présence des États-Unis en Asie. Cependant, l’OCS est progressivement devenue l’une des tribunes privilégiées de la Russie et de la Chine pour manifester leur solidarité politique face à l’hégémonisme des États-Unis. Elle sert largement les intérêts de Moscou en ce qu'elle pérennise son influence en Asie centrale et lui permet de ne pas laisser Pékin développer seule une politique de leadership régional.
L'OCS a acquis le statut d'observateur aux travaux et aux sessions de l'Assemblée générale des Nations unies en décembre 2004,. L'OCS a instauré des relations formelles avec plusieurs autres organisations intergouvernementales, parmi lesquelles la Communauté des États indépendants (depuis 2005), l'Association des nations de l'Asie du Sud-Est (depuis 2005), et l'Organisation du traité de sécurité collective (depuis 2007).

### Élargissement de l'OCS
L'évènement le plus important dans l'évolution de l'OCS est son élargissement à l'Inde et au Pakistan. L'initiative remonte à 1998 quand, lors d'une visite officielle en Inde, Ievgueni Primakov promeut l'idée d'un axe Moscou-Pékin-Delhi, dans le but de renforcer l'impact du partenariat stratégique noué par la Russie avec la Chine. L'idée fait long feu en raison des tensions persistantes entre la Chine et l'Inde et aussi parce que cette dernière ne veut pas afficher une stratégie trop ouvertement anti-américaine. La situation évolue en 2012 avec l'annonce par Vladimir Poutine d'un « pivot stratégique vers l'Asie ». Le président russe met l'accent sur le rôle international de la Chine et de l'Inde et sur l'importance de la région Asie-pacifique. Cette nouvelle orientation remet la coopération entre la Russie, la Chine et l'Inde au centre de l'agenda géopolitique de la Russie. La crise ouverte avec les Occidentaux résultant des évènements d'Ukraine en 2014 renforce encore ce tournant vers l'Asie. Cette initiative se heurte toutefois aux réticences des Chinois et des Indiens.
Un compromis finit par être trouvé entre Pékin et Moscou. L'admission de l'Inde dans l'OCS s'accompagne de celle du Pakistan. Ainsi, l'équilibre interne de l'Organisation n'est pas modifié, la Chine préserve ses relations en plein développement avec le Pakistan et l'OCS accroît encore sa crédibilité en tant que forum politique majeur alternatif des organisations dominées par les États-Unis. Le 10 juillet 2015, l'OCS décide d'admettre l'Inde et le Pakistan comme membres à part entière. Cette décision prend effet en 2017. La volonté de Moscou de trouver des solutions pour contrebalancer le poids économique écrasant de la Chine parmi les membres de l'OCS explique l'insistance des Russes à ce que l'Inde rejoigne l'organisation,. Pour autant, l'Inde maintient sa politique de bonnes relations avec les États-Unis et ses alliés dans la région comme l'atteste la tenue en 2018 d'un premier sommet « JAI » trilatéral avec les Américains et les Japonais en marge du G20,, et comme le montre aussi sa participation au « Dialogue quadrilatéral pour la sécurité » (en anglais Quadrilateral Security Dialogue ou Quad) avec l'Australie, les États-Unis et le Japon réactivé en 2020.
L'Iran est devenu membre observateur en 2005. Mais il échoue à deux reprises, en 2008 et 2010 à devenir membre à part entière de l'OCS. Cet échec tient pour partie au fait que le pays est excentré par rapport au bloc continental asiatique que ses membres forment. Cette continuité territoriale est un des atouts de l'OCS dont les activités principales sont plutôt auto-centrées que tournées vers l'extérieur. En second lieu, les membres de l'OCS, et tout particulièrement la Chine, ne tiennent pas à accueillir un pays aussi ouvertement hostile aux États-Unis avec lesquels la compétition ne peut primer sur la coopération économique. Ce blocage vis-à-vis de la candidature de l'Iran s'est encore vérifié lors du sommet de 2020 des dirigeants de l'OCS. Néanmoins, le 17 septembre 2021, l'Iran est admis en tant que membre de l'OCS.
| Pays                               | OCS  | OTSC | UEE  | BRICS | RIC  | JAI  | ASEAN +3 |
| ---------------------------------- | ---- | ---- | ---- | ----- | ---- | ---- | -------- |
| Puissances mondiales et régionales |      |      |      |       |      |      |          |
| Chine                              | 2001 |      |      | 2009  | 2002 |      | 1999     |
| États-Unis                         |      |      |      |       |      | 2018 |          |
| Inde                               | 2016 |      |      | 2009  | 2002 | 2018 |          |
| Japon                              |      |      |      |       |      | 2018 | 1999     |
| Russie                             | 2001 | 1992 | 2015 | 2009  | 2002 |      |          |
| Iran                               | 2023 |      |      |       |      |      |          |
| Pays de l'ex-URSS                  |      |      |      |       |      |      |          |
| Arménie                            |      | 1992 | 2015 |       |      |      |          |
| Azerbaïdjan                        |      |      |      |       |      |      |          |
| Biélorussie                        |      | 1993 | 2015 |       |      |      |          |
| Kazakhstan                         | 2001 | 1992 | 2015 |       |      |      |          |
| Kirghizistan                       | 2001 | 1992 | 2015 |       |      |      |          |
| Ouzbékistan                        | 2001 |      |      |       |      |      |          |
| Tadjikistan                        | 2001 | 1992 |      |       |      |      |          |
| Autres pays en Asie                |      |      |      |       |      |      |          |
| Pays d'Asie du Sud-Est             |      |      |      |       |      |      | 1999     |
| Cor. du Sud                        |      |      |      |       |      |      | 1999     |
| Pakistan                           | 2016 |      |      |       |      |      |          |
| Autres pays                        |      |      |      |       |      |      |          |
| Afr. du Sud                        |      |      |      | 2011  |      |      |          |
| Brésil                             |      |      |      | 2009  |      |      |          |

Après l'adhésion de l'Inde et du Pakistan, les huit pays membres de l'OCS représentent plus de 60 % du continent eurasiatique, environ 50 % de la population mondiale et plus de 20 % du PIB mondial.
Selon des statistiques officielles rapportées par l'agence de presse chinoise Xinhua, le PIB combiné des six membres fondateurs de l'OCS a atteint 12 630 milliards de dollars en 2017, soit une multiplication par sept du niveau de 2001 et représente près de 16 % du PIB mondial pour 43 % de la population mondiale. Durant la même période, leurs échanges commerciaux ont également été multipliés par sept, totalisant 4 900 milliards de dollars en 2017.

### Place de l'OCS parmi les organisations multilatérales en Asie
Les organisations régionales ou sous-régionales se sont multipliées en Asie durant les décennies récentes, sous des formes et avec des objectifs très différents. Cette prolifération traduit d'une part des préoccupations sécuritaires ou économiques purement régionales et d'autre part la remise en cause par la Russie — mais aussi par la Chine et dans une moindre mesure par l'Inde et d'autres nations asiatiques — de la gouvernance mondiale sous domination américaine héritée de la guerre froide.
Pour la Russie, pays le plus actif en la matière, ces organisations symbolisent son retour dans le jeu géopolitique mondial après les années noires de la fin du XXe siècle, lui servent de plate-forme de promotion d'un nouvel ordre mondial multilatéral qui ne soit pas dominé par les États-Unis et — plus concrètement — permettent d'harmoniser ses positions avec celles de la Chine et d'autres pays dans les instances mondiales traditionnelles comme l'ONU et le G20.
Trois organisations majeures existent centrées sur l'espace asiatique de l'ex-URSS : l'Union économique eurasiatique (UEE), l'Organisation du traité de sécurité collective (OTSC), et l'OCS. La Chine n'est pas membre des deux premières qui ne comprennent que des pays appartenant à « l'Étranger proche » de la Russie et dont la vocation première est d'intégrer le plus possible la Russie et plusieurs des ex-RSS dans le dessein de reconstituer peu ou prou l'Union soviétique. Le renforcement de ces liens donne à Moscou plus de poids au sein de l'OCS vis-à-vis de la Chine qui, tout en étant un partenaire stratégique, est aussi et avant tout un concurrent en Asie centrale.
Les résultats les plus tangibles apparaissent dans le domaine de la sécurité en Asie centrale où l'addition des engagements et des actions pris dans le cadre de l'OTSC et de l'OCS constituent de solides garanties de non-agression et de stabilité des frontières. Si l'Asie centrale a un temps pendant la guerre d'Afghanistan (2001-2014) menée par les Américains présenté un intérêt sur le plan logistique, cette région ne fait pas partie des zones d'intérêt vital pour les Occidentaux. Aussi, selon le politologue John Mearsheimer, il n'existe pas de conflit d'intérêts entre l'Organisation de coopération de Shanghai et l'OTAN,.
Sur le plan économique, les résultats obtenus par l'Organisation de coopération de Shanghai sont limités. La Chine développe directement son commerce avec les pays d'Asie centrale qui sont aussi les bénéficiaires des Nouvelles Routes de la Soie (Belt and Road Initiative, BRI selon l’acronyme anglais). Les échanges commerciaux entre la Russie et la Chine ont progressé de façon spectaculaire, mais les échanges de la Russie avec le reste de l'Asie demeurent faibles. La Russie — comme l'Inde — n'est membre ni de l'ASEAN plus Three, ni du Partenariat régional économique global qui rassemblent la plupart des pays d'Asie et du Pacifique autour de la Chine et du Japon,.
Trois forums politico-économiques réunissent la Chine, l'Inde, la Russie et selon les cas d'autres pays dans des configurations différentes : l'OCS, le forum RIC, et le groupe de cinq pays réunis sous l'acronyme BRICS (Brésil, Russie, Inde, Chine, Afrique du Sud). Les BRICS tiennent un sommet chaque année de puis 2011,,.
Le Sommet de l'Asie orientale, forum stratégique qui se tient chaque année depuis 2005 sous l'égide de l'ASEAN au niveau des chefs d'État et de gouvernement, accueille depuis 2010 les États-Unis et la Russie. Il est la seule instance régionale multilatérale de discussion des enjeux politiques, sécuritaires et économiques à réunir les pays d'Asie de l'Est — à l'exception de la Corée du Nord — et les grandes puissances au niveau le plus élevé,. Par ailleurs, et toujours sous le pilotage de l'ASEAN, le Forum régional de l'ASEAN sur la sécurité (ARF) se tient chaque année au niveau ministériel depuis 1994 avec la participation de 27 pays, y compris les grandes puissances et la Corée du Nord,,.
En septembre 2021, un mécanisme d'adhésion de l'Iran à l'OCS est engagé qui complète un accord de 25 ans entre la Chine et l'Iran. Le pays était jusqu'alors observateur depuis 2005. L'Iran devient membre à part entière de l'organisation en juillet 2023.

## Objectifs, textes fondateurs et organisation

### Objectifs initiaux
Le texte fondateur est la Déclaration sur la création de l'Organisation de coopération de Shanghai signée le 15 juin 2001 à Shanghai par les dirigeants de ses six États fondateurs. L'OCS est établie sur la base des acquis du Groupe de Shanghai. Les objectifs de l'OCS y sont ainsi définis :
- Renforcer la confiance mutuelle et des relations de bon voisinage entre les États membres ;
- Faciliter la coopération entre ces États dans les domaines politique, économique et commercial, scientifique et technique, culturel et éducatif, ainsi que dans les domaines de l’énergie, des transports, du tourisme et de l’environnement ;
- Sauvegarder la paix, la sécurité et la stabilité régionales ;
- Œuvrer à la création d’un nouvel ordre politique et économique international, plus juste et démocratique.

La Déclaration se réfère à « l'esprit de Shanghai » caractérisé par « la confiance mutuelle, le bénéfice mutuel, l'égalité et le dialogue entre les parties, le respect de la diversité culturelle et l'aspiration au développement collectif », qui a présidé aux relations au sein du Groupe de Shanghai et qui doit rester la norme au sein de l'OCS. L'OCS est ouverte à l'admission d'autres membres et n'est pas « une alliance dirigée contre d'autres États ou régions ».
Les objectifs en matière de sécurité collective sont plus particulièrement développés dans la Déclaration de 2001. L'OCS reprend à son compte les accords de renforcement de la confiance dans le domaine militaire et de réduction mutuelle des forces armées dans les zones frontalières signés respectivement en 1996 et 1997. Dans l'objectif d'assurer la stabilité régionale, il est prévu que « les États membres coopéreront étroitement afin de mettre en œuvre la Convention de Shanghai sur la lutte contre le terrorisme, le séparatisme et l'extrémisme », et que « des documents multilatéraux seront élaborés sur la coopération visant à lutter contre le trafic d’armes et de stupéfiants, la migration illégale et d’autres types d’activités criminelles ».
Cette Convention détaillée, également signée le 15 juin 2001, montre bien que la priorité première demeure la stabilité des États d'Asie centrale dont Moscou et Pékin craignent qu'elles puissent abriter des mouvements susceptibles de déstabiliser les régions frontalières de leur propre territoire.
Le champ d'action de l'OCS n'est toutefois pas limité au niveau régional. Les consultations et la coordination des actions menées par ses membres s'étendent aussi aux questions internationales dans leur ensemble pour « maintenir l'équilibre stratégique global ».

### Charte et traité additionnel
La Charte de l'Organisation de coopération de Shanghai est signée en 2002 lors du second sommet de l'OCS. Comportant 26 articles, ce document précise les objectifs, les principes ainsi que l'organisation et les modalités de fonctionnement de l'OCS.
En août 2007, les dirigeants signent le Traité de bon voisinage, d'amitié et de coopération à long terme des États membres de l'Organisation de coopération de Shanghai; Ce traité reprend pour l'essentiel le contenu de la Déclaration de 2001 et de la Charte de 2002, mais sous une forme destinée à renforcer l'OCS sur le plan du droit international afin d'accroître son poids et sa légitimité dans les affaires du monde en tant qu'organisation intergouvernementale. Ce traité n'entre en force qu'en octobre 2012, cinq ans après sa signature. L'Inde et le Pakistan l'ont signé lors de leur admission au sein de l'OCS.

### Organisation

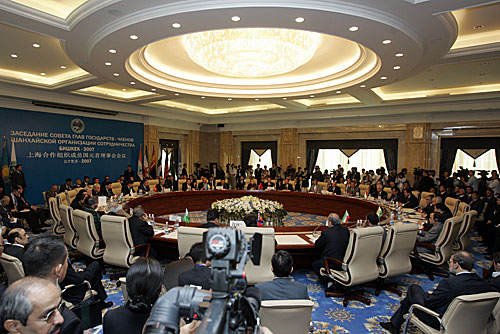
Sommet de Bichkek (Kirghizistan) en 2007.

L'OCS est une organisation intergouvernementale permanente dont les principaux organes de gouvernance et d'administration sont définis dans la Déclaration de 2001 :
- Le « Conseil des chefs d'État » est l'organe décisionnel suprême de l'OCS. Il se réunit lors des sommets de l'OCS, qui se tiennent chaque année à tour de rôle dans l'une des capitales des États membres. Des réunions entre les Premiers ministres, entre les ministres des Affaires étrangères et entre les ministres chargés des différents domaines de coopération sont aussi prévues, sans fréquence fixe, en fonction des besoins ;
- Le « Conseil des coordinateurs nationaux » assure la coordination permanente des activités de l'OCS ;
- La « Structure antiterroriste régionale » (souvent désignée sous son acronyme anglais « RATS ») est créée pour coordonner les actions dans ce domaine.

Le secrétariat de l’OCS est situé à Pékin. La Structure antiterroriste régionale, est installée à Tachkent. Ce sont les deux seules structures permanentes de l'OCS.
Le chinois et le russe sont les deux langues officielles de l'OCS.

### États non membres participant aux activités de l'OCS
| Pays        | Part. | Obs. | Mbre. |
| ----------- | ----- | ---- | ----- |
| Afghanistan |       | 2012 |       |
| Arménie     | 2015  |      |       |
| Azerbaïdjan | 2015  |      |       |
| Biélorussie | 2009  | 2015 | 2024  |
| Cambodge    | 2015  |      |       |
| Inde        |       | 2005 | 2017  |
| Iran        |       | 2005 | 2023  |
| Mongolie    |       | 2004 |       |
| Népal       | 2015  |      |       |
| Pakistan    |       | 2005 | 2017  |
| Sri Lanka   | 2009  |      |       |
| Turquie     | 2012  |      |       |

#### État «observateur»
Le règlement sur le statut d'observateur est adopté lors du sommet de 2004. Les États auxquels ce statut est accordé participent de plein droit aux réunions des ministres des Affaires étrangères et des comités spécialisés par domaine d'activité. Ils peuvent faire des propositions mais ne participent pas aux votes. Ils peuvent être invités aux sommets des chefs d'État et des Premiers ministres.
En 2004, la Mongolie est devenue membre observateur de l'OCS. En 2005, l'Inde, l'Iran et le Pakistan le sont également devenus. La Biélorussie accède à ce statut en 2015. Le fait qu'elle soit géographiquement entièrement en Europe lui interdirait de devenir membre à part entière de l'OCS. En tant que membre de l'OTSC, elle est cependant largement impliquée dans les activités militaires de l'Organisation. Finalement, en juillet 2024, la Biélorussie devient membre de l'OCS.
Ce statut a été refusé aux États-Unis et au Japon.

#### État «partenaire de dialogue»
Le règlement sur le statut de partenaire de dialogue est adopté lors du sommet de 2008. Ce statut ne concerne pas tous les domaines d'activité de l'OCS mais seulement ceux figurant dans le protocole d'accession à ce statut de partenaire. Pour ces domaines, l'État concerné participe aux réunions et peut faire des propositions mais ne participe au processus de prise de décision.
En 2009, la Biélorussie et le Sri Lanka deviennent des partenaires de discussion. D'autres États acquièrent ce statut en 2015, année majeure d'élargissement de l'OCS.

## Forces et faiblesses de l'OCS

### Atouts et réalisations

#### Promotion d'une doctrine des relations internationales démarquée de la vision occidentale

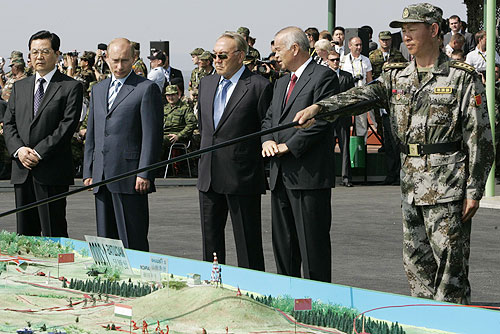
Les chefs d'État de l'OCS lors de la Mission de paix 2007 : Hu Jintao, Vladimir Poutine, Noursoultan Nazarbaïev et Islam Karimov.

L'OCS promeut depuis l'origine une doctrine des relations internationales clairement démarquée de la vision occidentale. La vision occidentale met avant tout l'accent sur la démocratie, les droits de l'homme et le libéralisme économique. De son côté, selon les termes employés par le ministère des Affaires étrangères de la Chine, l'OCS respecte les principes de base suivants : « l'adhésion aux buts et principes de la Charte des Nations unies, le respect de l'indépendance, de la souveraineté et de l'intégrité territoriale de chacun, la non-ingérence dans les affaires intérieures de chacun, l'égalité entre tous les États membres et le règlement de toutes les questions par la négociation ».
Ces principes, souvent qualifiés d'« esprit de Shanghai », constituent selon les déclarations de l'OCS la base d'un nouveau modèle de sécurité et de coopération régionale, d'État à État, respectueux des différences et sans alignement forcé sur les positions des États les plus puissants.
Cette posture permet à la Chine et dans une certaine mesure à la Russie de rendre attractive l'OCS pour des pays avec lesquels la disproportion de puissance économique et militaire est grande, et des pays dirigés par des autocrates soucieux de garder le contrôle total de leurs affaires intérieures.

#### Acquis dans le domaine de la sécurité régionale en Asie centrale
Les acquis les plus tangibles de l'OCS concernent la sécurité régionale en Asie centrale, sur le plan inter-étatique comme sur le plan des menaces terroristes ou criminelles émanant d'organisations non-étatiques. 
Les États membres fondateurs de l'OCS ont réglé leurs disputes territoriales, instauré des mesures de confiance et réduit leurs moyens militaires aux frontières. Véritable pacte de non-agression, à défaut d'être une alliance de sécurité mutuelle, l'OCS a éliminé les risques de conflits entre ces États. Sur le terrain de la dissuasion nucléaire, l'OCS a soutenu la création d'une zone exempte d'armes nucléaires en Asie centrale avec la signature du traité de Semipalatinsk par les quatre États d'Asie centrale membres de l'Organisation et le Turkménistan. 
Cette bonne entente est aussi symbolisée par l'organisation très régulière de manœuvres militaires organisées par tout ou partie des États membres fondateurs. Elles sont parfois organisées conjointement par l'Organisation du traité de sécurité collective, des États membres de la CEI — comme en particulier la Biélorussie — et l'OCS. 
Certaines de ces manœuvres sont de grande envergure et relèvent de la démonstration de force par la Russie et la Chine vis-à-vis des États-Unis. La coopération militaire entre les deux « poids lourds » de l'OCS s'est considérablement développée dans les années 2010, par le biais de ventes d'armes (chasseurs Soukhoï Su-35, de systèmes de défense anti-aérienne S-400 Triumph) et la conduite d'exercices militaires largement médiatisés. Les manœuvres navales, dites « Joint Sea », ont lieu chaque année depuis 2012,.  
Concernant la lutte contre les organisations terroristes non-étatiques, Rashid Alimov, Secrétaire général de l'OCS entre 2016 et 2018, dresse dans une tribune publiée sur le site de l'ONU un bilan positif : « Entre 2011 et 2015, les autorités des États Membres de l'OSC ont réussi à prévenir 20 attentats terroristes fomentés, empêché 650 actes de terrorisme et à caractère extrémiste, neutralisé 440 camps d'entraînement de terroristes et 1 700 membres d'organisations terroristes internationales. Plus de 2 700 membres de groupes armés illicites, leurs complices et les personnes soupçonnées d'activités criminelles ont été arrêtés et [...] 600 bases clandestines pourvues de munitions ont été découvertes ». 
Des exercices militaires sont spécifiquement tournés vers la lutte anti-terroriste qui est depuis l'origine la première raison d'être de l'OCS. Un premier exercice anti-terroriste bilatéral est conduit en 2002 par la Chine et le Kirghizistan. Un premier exercice multilatéral est conduit en 2003 par cinq des six États membres de l'OCS. Les manœuvres nommées « Peace Mission » rassemblent régulièrement les membres de l'OCS sur le thème de la lutte contre le terrorisme, l'extrémisme et le séparatisme. Le premier de cette série, Peace Mission 2005 (en), est aussi le premier exercice militaire conjoint entre la Chine et la Russie. Peace Mission 2007 est le premier de cette série d'exercices multinationaux visant à renforcer la coordination et la coopération antiterroristes auquel participent tous les États membres,. Peace Mission 2018 est le premier auquel l'Inde et le Pakistan participent ; le ministère chinois de la défense souligne que ce « sera également la première fois que l'Inde et le Pakistan prendront part ensemble à des manœuvres militaires depuis leur indépendance, bien que leurs armées aient déjà travaillé dans des missions de maintien de la paix des Nations unies ».

### Limites de l'OCS

#### Intégration limitée
La contrepartie des principes de l'« esprit de Shanghai » est que l'OCS fonctionne quasi-exclusivement sur un modèle intergouvernemental, n'a pas de structure permanente étoffée un tant soit peu comparable à l'Union européenne ou l'OTAN, et ne catalyse pas une démarche progressive d'intégration plus poussée entre ses membres.

#### Effet dilutif de l'adhésion de l'Inde et du Pakistan
L'Inde entretient des relations tendues avec la Chine et le Pakistan. Ces trois pays sont des puissances nucléaires et les disputes qui opposent l'Inde et ses deux grands voisins, respectivement au Ladakh et au Cachemire, durent depuis des décennies et ont à plusieurs reprises dégénéré en escarmouche militaire. Elles ont connu de nouveaux épisodes depuis que l'Inde et le Pakistan ont rejoint l'OCS : en 2019, l'Inde et le Pakistan se sont affrontés au Jammu-et-Cachemire, et en 2020 des escarmouches ont eu lieu entre l'Inde et la Chine au sujet de la ligne de contrôle effectif (LAC) au Ladakh. Les rencontres, jamais interrompues, entre les dirigeants de ces trois pays lors des sommets de l'OCS, sont à porter à son crédit. En revanche, ces rivalités sont des obstacles sérieux à un approfondissement des liens et éloignent un peu plus toute perspective que l'OCS se transforme en une véritable alliance politico-militaire.

#### Résultats limités dans le domaine économique
Le commerce entre les membres de l'OCS a significativement augmenté depuis sa création. Mais ses membres ne sont pas parvenus à s'accorder sur la création d'une zone de libre-échange et encore moins sur l'instauration d'un marché unique.
Géant économique de l'OCS, la Chine développe sa politique d'investissement dans le monde selon sa propre stratégie. La Banque de développement de Chine, sous tutelle du Conseil des affaires de l'État, a financé entre 2013 et 2019 plus de 600 projets dans le cadre de la Belt and Road Initiative (BRI). En parallèle, la Chine est à l'initiative de la création en 2014 de la Banque asiatique d'investissement pour les infrastructures (AIIB) conçue pour concurrencer les institutions financières traditionnelles ou les Occidentaux jouent les premiers rôles. Également en 2014, et dans la même optique, les BRICS lancent la Nouvelle banque de développement (NDB), perçue comme une alternative aux institutions de financement occidentales comme la Banque mondiale et le Fonds monétaire international. En revanche, à fin 2020, l'OCS n'a pas réussi à former un consensus pour la création d'une Banque de développement en propre, bien que le sujet soit sur la table depuis des années.

#### Lutte contre l'extrémisme et le séparatisme aux risques des droits de l'homme
L'OSCE et de nombreuses ONG agissant dans le domaine des droits de l'homme s'alarment de la portée très vaste et peu précise de la Convention de Shanghai sur la lutte contre le terrorisme, le séparatisme et l'extrémisme de 2001 et des textes ultérieurs qui la complètent. Selon un rapport publié par l'OSCE en 2020, le problème le plus fondamental du point de vue des droits de l'homme est la criminalisation de « l'extrémisme » ou du « séparatisme », en raison de leur nature intrinsèquement vague et subjective, et du large éventail de comportements que peuvent englober ces termes et leur impact potentiel sur la liberté de pensée, de conscience, de religion ou de conviction, d'expression, d'association, de réunion pacifique, de participation politique et d'autodétermination. Une publication de la FIDH parue en 2012 fait état de nombreuses et graves violations des droits de l’homme résultant de la coopération inter-étatique et de la mise en œuvre à l’échelon national des accords conclus dans le cadre de l’OCS en matière de sécurité et de la lutte contre les « trois maux » que sont le terrorisme, l’extrémisme et le séparatisme,.

## Liste des sommets et des décisions prises
| Date               | Lieu                              | Résultats | Sources |
| ------------------ | --------------------------------- | --- | ------- |
| 26 avril 1996      | Shanghai (Chine)                  | Signature du Traité sur l'approfondissement de la confiance militaire dans les régions frontalières . | [ 62 ]  |
| 24 avril 1997      | Moscou (Russie)                   | Signature du Traité pour la réduction des forces militaires dans les régions frontalières. | [ 62 ]  |
| 3 juillet 1998     | Almaty (Kazakhstan)               | |         |
| 25 août 1999       | Almaty (Kazakhstan)               | |         |
| 5 juillet 2000     | Douchanbé (Tadjikistan)           | Dernier sommet du Groupe de Shanghai. L'Ouzbékistan est admis comme observateur. |         |
| 15 juin 2001       | Shanghai (Chine)                  | Sommet fondateur de l'OCS. Signature de la Déclaration de l'Organisation de coopération de Shanghai et de la Convention de Shanghai pour combattre le terrorisme, le séparatisme et l'extrémisme.                                                                           | [ 60 ]  |
| 7 juin 2002        | Saint-Pétersbourg (Russie)        | Signature de la Charte de l'Organisation de coopération de Shanghai. | [ 38 ]  |
| 29 mai 2003        | Moscou (Russie)                   | |         |
| 17 juin 2004       | Tachkent (Ouzbékistan)            | Adoption du Règlement sur le statut d'observateur de l'Organisation de coopération de Shanghai. La Mongolie est le premier État admis comme observateur. | [ 40 ]  |
| 5 juillet 2005     | Astana (Kazakhstan)               | L'Inde, l'Iran et le Pakistan sont admis comme observateurs. |         |
| 15 juin 2006       | Shanghai (Chine)                  | |         |
| 16 août 2007       | Bichkek (Kirghizistan)            | Signature du Traité de bon voisinage, d'amitié et de coopération à long terme des États membres de l'Organisation de coopération de Shanghai. | ,       |
| 28 août 2008       | Douchanbé (Tadjikistan)           | Adoption du Règlement sur le statut de partenaire de dialogue de l'Organisation de coopération de Shanghai. | [ 44 ]  |
| 15 juin 2009       | Iekaterinbourg (Russie)           | |         |
| 10 juin 2010       | Tachkent (Ouzbékistan)            | |         |
| 14 juin 2011       | Astana (Kazakhstan)               | |         |
| 6 juin 2012        | Pékin (Chine)                     | L'Afghanistan est admis comme observateur. |         |
| 13 septembre 2013  | Bichkek (Kirghizistan)            | |         |
| 11 septembre 2014  | Douchanbé (Tadjikistan)           | | [ 64 ]  |
| 10 juillet 2015    | Oufa (Russie)                     | La Biélorussie accède au statut d'observateur. |         |
| 24 juin 2016       | Tachkent (Ouzbékistan)            | |         |
| 8 et 9 juin 2017   | Astana (Kazakhstan)               | Premier sommet avec l'Inde et le Pakistan. Adoption de la Convention de Shanghai pour combattre l'extrémisme. | [ 65 ]  |
| 9 et 10 juin 2018  | Qingdao (Chine)                   | | [ 66 ]  |
| 13 et 14 juin 2019 | Bichkek (Kirghizistan)            | Le sommet condamne le développement des défenses antimissiles (sous-entendu par les États-Unis), appelle à la promulgation d'un protocole sur les garanties de sécurité au Traité sur une zone exempte d'armes nucléaires en Asie centrale pour tous les États signataires. | [ 67 ]  |
| 10 novembre 2020   | Moscou (Russie) (vidéoconférence) | Validation du document de Stratégie de développement de l'OCS à l'horizon 2025. | ,       |
| 17 septembre 2021  | Douchanbé, Tajikistan             | Intégration de l'Iran en tant que membre | [ 21 ]  |
| 16 septembre 2022  | Samarcande (Ouzbékistan)          | | [ 71 ]  |
| 4 juillet 2023     | Inde (vidéoconférence)            | |         |
| 4 juillet 2024     | Astana (Kazakhstan)               | | [ 72 ]  |

## Poids géopolitique de l'OCS

### Identité géographique et économique
Malgré un nombre de membres faible comparé à beaucoup d'autres organisations internationales, l'OCS représente un ensemble considérable sur le plan géographique et économique. L'OCS rassemble le pays le plus vaste du monde, la Fédération de Russie, et les deux plus peuplés, l'Inde et la Chine. Formée par des pays en développement, le PIB en US$ courants représente, en 2019, 22 % du total mondial alors que sa population en représente 42 %. Les membres de l'OCS regroupent 20 % des ressources mondiales de pétrole, 38 % du gaz naturel, 40 % du charbon, et 30 % de l'uranium.
| Zone        | Superficie (km2) | Population (en 2019) Millions | PIB (en 2019) Milliards US$ | PIB/habitant (en 2019) $ PPA | Export de biens (en 2019) Milliards US$ | Production de pétrole (en 2019) Milliards barils |
| ----------- | ---------------- | ----------------------------- | --------------------------- | ---------------------------- | --------------------------------------- | ------------------------------------------------ |
| Monde       | 132 025 199      | 7 674                         | 87 698                      | 17 673                       | 18 761                                  | 95 192                                           |
| OCS         | 34 258 151       | 3 193                         | 19 451                      | 12 287                       | 3 250                                   | 17 368                                           |
| OCS / Monde | 26 %             | 42 %                          | 22 %                        | 70 %                         | 17 %                                    | 18 %                                             |

### Forces militaires
Il n'y a pas de mutualisation des forces militaires au sein de l'OCS à proprement parler. 
L'OCS n'est pas une sorte d'OTAN orientale qui viserait à repousser l'influence américaine. La Charte de l'organisation exclut en effet le recours à la force militaire. Il n'y a pas de mécanisme supranational de solidarité collective en cas d'attaque à l'inverse de l'article 5 de l'OTAN .
Parmi les différentes forces militaires mobilisables par les États membres, on trouve notamment :
- Russie : 1,1 million d'hommes, 10 000 ogives nucléaires[79], 12 sous-marins nucléaires lanceurs d'engins;
- République populaire de Chine : 2,25 millions d'hommes, 240 ogives nucléaires, 6 sous-marins nucléaires lanceurs d'engins.
- Inde : 1,36 million d'hommes, entre 80 et 100 ogives nucléaires, 3 sous-marins nucléaires lanceurs d'engins.

Pour l'année 2006, les dépenses militaires officielles des pays membres de l'OTAN s'élèvent à 796,7 milliards de dollars contre officiellement 85 milliards pour l'OCS (dont 49,5 milliards pour la Chine et 34,7 milliards pour la Russie).
En 2017, on observe en dépenses officielles pour l'OTAN des sommes très supérieures à 866 milliards de USD (dont 597 milliards de USD pour les États-Unis seuls; France: 56 G USD, Grande-Bretagne: 48 G USD , Allemagne: 43 G USD). Tandis que, pour les membres de l'OCS, ils dépensent en équivalents d'USD environ 364 milliards (dont 228 milliards d'USD pour la Chine seule; Inde: 60 G USD; Fédération de Russie: 55 G USD)
Il n'y a pas de mutualisation des forces militaires mais il y a en revanche une mutualisation des agences de renseignements des États membres de l'OCS : la SRAT ou Structure régionale antiterroriste, ou Regional Anti-Terrorist Structure of Shanghai Cooperation Organization (RATS SCO). Son but est, entre autres, de « discuter » du terrorisme et du nationalisme dans la région.
Elle avait notamment effectué une «Mission pacifique - 2012» du 8 au 14 juin 2012 pour les forces militaires des États membres de l'Organisation de coopération de Shanghai. La phase opérationnelle des manœuvres d'entraînement antiterroriste s'était déroulée le 14 juin sur le terrain de tir de Chorukh-Dayron dans la province de Sogdiyskaya en république du Tadjikistan.

## Culture populaire
- Dans le jeu vidéo Frontlines: Fuel of War, l'une des deux superpuissances en conflit, l'Alliance de l'Étoile rouge, est directement issue d'une réorganisation de l'Organisation de coopération de Shanghai.